# TSV Deggendorf
Der TSV 1861 Deggendorf e.V. ist ein deutscher Sportverein aus Deggendorf. Derzeit hat der Verein über Mitglieder in 10 Abteilungen. Bekannt ist der Verein vor allem aufgrund seiner Volleyballabteilung. Die 1. Volleyball-Männermannschaft spielte bis 2022 in der 3. Liga Ost. Zur Saison 2022/23 wechselte die Mannschaft inklusive des Spielrechts zu den Donau Volleys Regensburg.

## Abteilungen
- Aikidō
- Judo
- Ju-Jutsu
- Karate
- Leichtathletik
- Orientierungslauf
- Rasenkraftsport
- Tischtennis
- Turnen
- Volleyball

## Volleyball
Die 1. Männermannschaft schloss seit der Saison 2015/16 jede Spielzeit unter den ersten drei Plätzen zum Aufstieg in 2. Bundesliga ab. Der Verein verzichtete 2016 und 2020 auf den Aufstieg in die zweithöchste deutsche Liga.
Die Mannschaft wurde in der Saison 2015/16 von Mathias Eichinger trainiert und gecoacht. Der Kader des TSV Deggendorf bestand in der Spielzeit 2015/16 aus dreizehn Spielern.
| Nr. | Name                | Geburtsdatum   | Nation      | Größe  | Position             |
| --- | ------------------- | -------------- | ----------- | ------ | -------------------- |
| 1   | Felix Lorenz        | 199            | Deutschland | 1,89 m | Mittelblock          |
| 3   | Thomas Wieczorek    | 1982           | Polen       | 1,98 m | Außenangriff Annahme |
| 4   | Michael Brunner     | 1989           | Deutschland | 1,91 m | Zuspiel              |
| 5   | Sebastian Reichhart | 1996           | Deutschland | 1,81 m | Libero               |
| 7   | Alexander Mühlbauer | 11. April 1998 | Deutschland | 1,74 m | Libero               |
| 8   | Christoph Reichhart | 1993           | Deutschland | 1,94 m | Diagonal             |
| 9   | Johannes Reichhart  | 1998           | Deutschland | 1,90 m | Außenangriff Annahme |
| 10  | Sebastian Schwarz   | 1990           | Deutschland | 1,86 m | Zuspiel              |
| 11  | Andreas Träger      | 1989           | Deutschland | 1,89 m | Mittelblock          |
| 12  | Kilian Grobbink     | 1992           | Deutschland | 1,93 m | Außenangriff Annahme |
| 13  | Paul Seidel         | 1995           | Deutschland | 1,90 m | Außenangriff Annahme |
| 17  | Johannes Schwarz    | 199?           | Deutschland | 1,91 m | Außenangriff Annahme |
| 18  | René Räbiger        | 1993           | Deutschland | 1,96 m | Mittelblock          |
|     | Max Pongratz        | 199?           | Deutschland | 1,99 m | Mittelblock          |

### Spielerpersönlichkeiten
- Michael Mayer Volleyball-Nationalspieler
- Mathias Eichinger Deutscher Meister
- Markus Pielmeier DVV-Pokalsieger
- Marion Mirtl Volleyballspielerin